# Mönchs-Raupenfänger
Der Mönchs-Raupenfänger (Edolisoma tenuirostre) ist eine Singvogelart aus der Familie der Raupenfänger (Campephagidae). Er ist auf der Inselgruppe Sulawesi bis zu den Salomon-Inseln und vereinzelt in Neuguinea, bzw. West-Australien anzutreffen.

## Merkmale

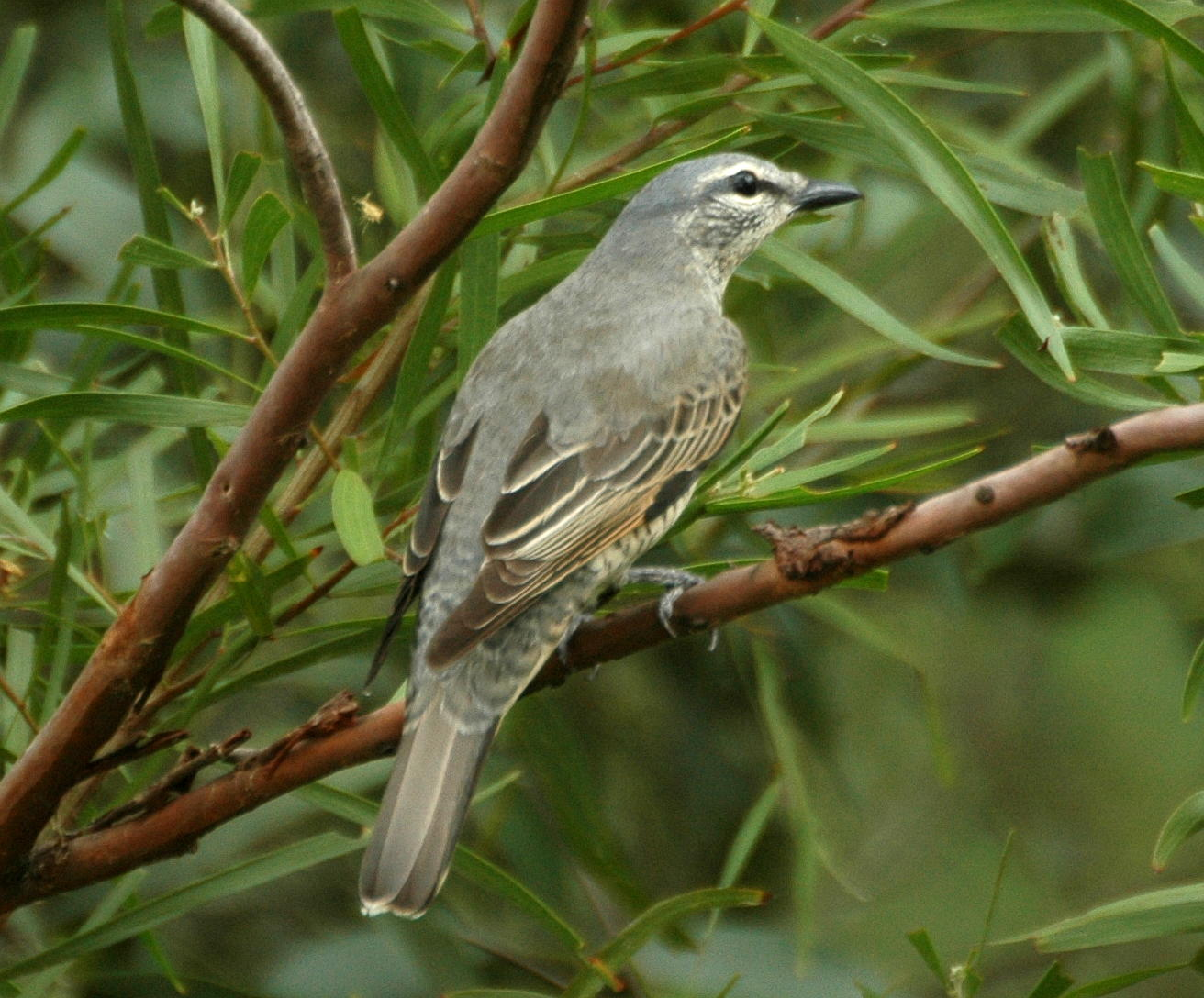
Weiblicher Mönchs-Raupenfänger

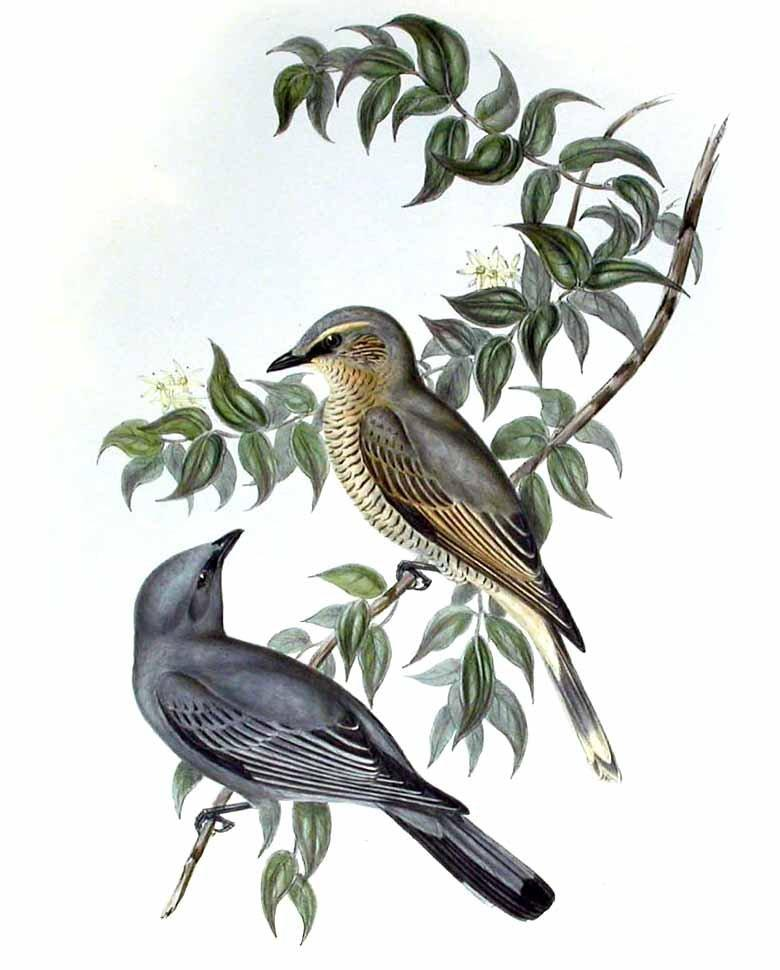
Mönchs-Raupenfänger: Links männlich, rechts weiblich; Zeichnung von John Gould

Der Mönchs-Raupenfänger erreicht eine Körperlänge von 22 bis 25 cm. Das adulte Männchen ist überwiegend schiefergrau mit einem etwas verbreitert verlaufendem, schwarzem Augenstreif, der sich auf die Kehle und bis auf die Ohrdecken erstrecken kann (variable Zeichnung).
Die Schwungfedern haben dunkle Zentren und helle Säume. Das adulte Weibchen ist gräulich-braun. Die Flügeldecken und Schwungfedern haben dunkle Zentren. Der Oberkopf und der Hals sind etwas gräulich-braun, eher cremefarben. Der Schwanz ist etwas dunkler und gut ausgebildet. Die Nackenseiten und die Brust sind unterschiedlich schwarz gebändert. Die dunkle Bänderung erstreckt sich über die Flanken und Seiten bis zur Bauchmitte. Das Gefieder der juvenilen und halbwüchsigen Vögel ist gräulich-braun und passt sich mit zunehmendem Alter dem Gefieder der Altvögel an. Bei männlichen Nachkommen ist die Veränderung der Gefiederfarbe am deutlichsten sichtbar.

## Lebensraum und Lebensweise
Der Lebensraum der Mönchs-Raupenfänger ist meist eine offene Feld- und Wiesenlandschaft, welche mit hohem Gebüsch, Bäumen oder einzelnen großen Felsblöcken ausgestattet sein sollten. Diese erhöhten Punkte verwendet der Mönchs-Raupenfänger als Ansitz und Beobachtungspunkte. Wahrscheinlich bevorzugt die Art Waldrandhabitate mit hohem Grenzlinienverlauf.
Der Mönchs-Raupenfänger ist ein Standvogel und eher scheu. Man hört ihn eher an seinem hohen, schrillen Gesang, als dass man ihn zu sehen bekommt. Außerhalb der Brutzeit ist er eher still. Seine Nahrung besteht aus Insekten, wie Käfer, Raupen und Zikaden, welche er hauptsächlich in Bäumen, Gebüschen oder am Boden direkt vor den Bäumen, Gebüschen fängt.

## Fortpflanzung
Das Nest des Mönchs-Raupenfängers hat einen Durchmesser von nur 7,5 cm und besteht aus kleinen Zweigen, Spinnweben und wird mit Flechten getarnt. Es wird gewöhnlich auf einem horizontalen, gegabeltem Ast gebaut.
Während das Weibchen auf einem einzelnen Ei sitzt, verteidigt das Männchen das Nest und das Territorium vor Eindringlingen und bringt dem Weibchen Nahrung.